# Cattleya walkeriana
Cattleya walkeriana foi descoberta por Gardner, em 1839, próximo ao rio São Francisco (MG). Seu nome foi dado em homenagem ao seu fiel assistente, Edward Walker, que o acompanhou em sua segunda viagem ao Brasil a serviço do Jardim Botânico do Ceilão, no Sri Lanka.
O brasileiro Barbosa Rodrigues descreveu, em 1877, a Cattleya princeps, hoje considerada uma  variedade da Cattleya walkeriana.

## Habitat
A Cattleya walkeriana, hoje mundialmente conhecida  e apreciada pelos belíssimos híbridos que tem produzido, é encontrada nas regiões mais diferentes do Brasil, seja crescendo sobre pedras, no Estado de Goiás, ou sobre árvores, nos Estados de São Paulo, Mato Grosso e Minas Gerais, sempre próxima às águas de lagos, rios ou pântanos. São plantas de cultivo extremamente fácil, que os orquidófilos do mundo inteiro já dominam. Deve-se destacar que a maioria das plantas que hoje se encontram nas coleções foram produzidas por semente ou meristema (clonagem).

## Sinônimos
- Cattleya bulbosa Lindsey, 1847
- Epidendrum walkeriano Reichenbach, 1862
- Cattleya gardneriana Reichenbach, 1870
- Cattleya schroederiana Reichenbach, 1883

## Dicas para cultivo
A fácil adaptabilidade dessa espécie se comprova na maneira como é cultivada. No Brasil, que abriga todos os tipos de clima, temos visto a Cattleya walkeriana cultivada em vasos de cerâmica baixos e furados (chamados piracicabanos), em vasos comuns com xaxim desfibrado, em pequenos pedaços de casca de árvore (peroba, aroeira, ipê, etc.), em casca de pinheiro, em placas de xaxim ou, ainda, em muros de pedra. É uma planta que tolera muito bem a luz solar intensa, porém não direta. Gosta de ambientes úmidos e bastante ventilados, detestando substratos encharcados.
Em Rio Claro (175 km ao norte de São Paulo), resistem muito bem às altas temperaturas de verão (38°C), assim como às baixas temperaturas de inverno (10°C), ocasião em que devem ser protegidas do vento frio do sul e ter suas regas diminuídas.
O pico de floração é no mês de Maio, o que lhe faculta os mais variados cognomes: flor de Maria, flor das noivas, flor das mães, flor de inverno, etc. Após o aparecimento das flores, dá-se a brotação pesada, por volta do mês de Agosto, período em que deve-se intensificar as regas e a adubação para a formação do bulbo vegetativo. É importante lembrar que a Cattleya walkeriana pode florescer em broto especial ou em broto com folha comum (Cattleya walkeriana variedade princeps, que floresce em Setembro).
É uma planta extremamente sensível às divisões (separação de mudas). Para poupá-la, deve-se evitar a floração no ano seguinte à divisão. Com este cuidado, ela economiza forças. Quando a planta mostra os botões, deve-se cortá-los utilizando ferramenta esterilizada para evitar contaminações, vírus ou bactérias. Isto pode ser feito usando-se a chama de um isqueiro ou vela por uns trinta segundos na lâmina da ferramenta.
Nesta espécie, são encontradas as formas tipo lilás, alba (branca), coerulea (azulada), semialba (branca com labelo lilás), lilacínea (rosada), flammea (lilás com riscos púrpura), vinicolor (vinho), entre outras.